# Thaumanura
Genre
Thaumanura est un genre de collemboles de la famille des Neanuridae.

## Distribution
Les espèces de ce genre se rencontrent en zone paléarctique.

## Liste des espèces
Selon Checklist of the Collembola of the World (version du 14 octobre 2019) :
- Thaumanura carolii (Stach, 1920)
- Thaumanura dallaii Cassagnau & Peja, 1979
- Thaumanura echinata (Kos, 1940)
- Thaumanura oniscoides (Latzel, 1917)
- Thaumanura ruffoi Dallai, 1969

## Publication originale
- Börner, 1932 : Apterygota. Fauna von Deutschland, 4th Edition, Queller & Meyer, Leipzig, p. 136–143.